# Иезуитский колледж (Ландсхут)
Колледж иезуитов в Ландсхуте (нем. Jesuitenkolleg Landshut) — бывшее учебное заведение ордена иезуитов, существовавшее с 1629 по 1774 год и располагавшееся в начале улицы Нойштадт нижнебаварского города Ландсхут. Сегодня в здании, построенном в 1665—1691 годах (хотя закладка первого камня состоялась ещё в 1630 году), размещается отделение полиции.